# 아콰이봄주

아콰이봄주의 위치

아콰이봄주(영어: Akwa Ibom State)는 나이지리아의 남부에 있는 주로, 주도는 우요이다. 면적은 7,081km2이며, 인구는 2,359,736명(1991년)이다. 1987년 9월 23일 크로스리버주에서 분리되어 신설되었다. 동쪽으로는 크로스리버주, 서쪽으로는 리버스주와 아비아주, 남쪽으로는 대서양과 접한다.